# Federazione calcistica del Kenya
La Federazione calcistica del Kenya (in inglese Football Kenya Federation, acronimo FKF) è l'ente che governa il calcio in Kenya.
Fondata nel 1960, si affiliò alla FIFA nello stesso anno, e alla CAF nel 1968. Ha sede nella capitale Nairobi e controlla il campionato nazionale, la coppa nazionale e la nazionale del paese.